# Đàm Vịnh Lân
Đàm Vịnh Lân (tiếng Trung: 譚詠麟; tiếng Anh: Alan Tam Wing Lun; sinh ngày 23 tháng 8 năm 1950) là nam diễn viên, ca sĩ, nhà phát hành nhạc của Hồng Kông. Trong thập niên 1980, Đàm Vịnh Lân nổi tiếng với những bản ballad tình ca lãng mạn với nhịp điệu đương đại. Ca khúc "Bẫy tình" là một ví dụ; ca khúc này đã đạt giải thưởng cuộc bầu chọn "Kình ca kim khúc" lần thứ 25. Ngoài ra anh còn có nhiều giải thưởng khác trong sự nghiệp ca hát. Anh là người đã dẫn dắt Trương Học Hữu những ngày đầu tiên bước vào nghề giọng còn non nớt đến hôm nay đã trở thành một ca sĩ nổi tiếng. Vì một trong những lý do đó Đàm Vịnh Lân còn được gọi bằng cái tên "Hiệu trưởng" (校長/譚校長) như thể các ca sĩ đều là đàn em hay học trò của anh.

## Sự nghiệp
Đàm Vịnh Lân khởi đầu vào thập niên 1970 với ban The Wynners, trong đó gồm những thành viên nổi tiếng khác như Kenny Bee (Chung Chấn Đào). Hai người này thay phiên nhau hát chính tạo nên thành công của ban nhạc. Những ca khúc thành công đầu tiên gồm có những bài như 讓一切隨風 (các Ca sĩ Việt Nam dịch và hát lại dưới tựa khác là "Xin mưa ngừng rơi").
Năm 1979 Đàm Vịnh Lân và Chung Chấn Đào tách ra hát solo và hai người đều tạo nên sự nghiệp riêng. Album solo đầu tiên của Đàm Vịnh Lân là 反斗星 (Phản đấu tử). Ca khúc đầu tiên chắp cánh cho sự nghiệp của Đàm Vịnh Lân là 愛在深秋 (Tình trong thu sâu) ra đời năm 1984.
Cuối thập niên 1980 Đàm Vịnh Lân thổi luồng gió mới cho nền tân nhạc Hồng Kông bằng một loại các ca khúc ăn khách như 擁抱 (Ủng bão), 水中花 (Hoa dưới nước), 半夢半醒 (Nửa mộng nửa tỉnh), 愛情陷阱 (Bẫy tình)...
Trong thập niên 90, ông vẫn đều đặn tung ra nhiều bài hát ăn khách và tham gia nhiều film như Armour of God đóng chung với Thành Long nói về cuộc đời của Hoàng Phi Hồng. Đàm Vịnh Lân từng đoạt giải Kim Mã (Golden Horse Film Awards) năm 1981 với film If I were for real.
Năm 2003, Đàm Vịnh Lân tổ chức show lưu diễn vòng quanh thế giới cùng Lý Khắc Cần với hơn 90 buổi trình diễn. Cả hai tiếp tục hợp tác lưu diễn chung và lên nhiều kế hoạch cho đến năm 2005
Năm 2007 Đàm Vịnh Lân được ghi tên vào hàng danh dự 30th Hall of Fame Award from Composers and Authors Society of Hong Kong (CASH) cho sự nghiệp hơn 30 năm và những đóng góp của ông cho làng nhạc Hoa ngữ (以表揚他三十多年來對香港音樂創作及華人樂壇的貢獻)
Năm 2008, anh đắc cử vào "President of the Artists' Guild in Hong Kong".

## Cạnh tranh
Báo chí Hồng Kông luôn viết bài và đưa tin về sự chống đối nhau giữa 2 ông vua ngày đó là Đàm Vịnh Lân và Trương Quốc Vinh. 
Dù sao đi nữa những tị hiềm và đồn đại rồi cũng đi qua. Cuối thập niên 90, Đàm Vịnh Lân xuất hiện cùng Trương Quốc Vinh trong nhiều chương trình vời tình bằng hữu thắm thiết. Năm 1999, Trương Quốc Vinh, cùng 17 ca sĩ khác cùng phát hành album "Paying Tribute to Alan Tam" (誰可改變15週年紀念集) hát lại những ca khúc của Đàm Vịnh Lân để tỏ sự ngưỡng mộ với anh. Album gồm những ca khúc vang bóng một thời: 幻影 (Ảo ảnh), 霧之戀 (Tình sương khói),...

## Các album đã phát hành

### Tiếng Quảng Đông
- 1979: 反斗星
- 1980: 愛到你發狂
- 1981: 忘不了你 Không thể quên em
- 1982: 愛人女神 Ái nhân nữ thần
- 1982: 精裝譚詠麟
- 1983: 遲來的春天
- 1984: 霧之戀 Tình sương khói
- 1984: 愛的根源
- 1985: 愛情陷阱
- 1985: 暴風女神Lorelei Nữ thần gió Lerelei
- 1986: 第一滴淚
- 1987: 牆上的肖像
- 1987: 再見吧!浪漫 Tạm biệt nhé! Lãng mạn
- 1988: 迷惑 Mê hoặc
- 1988: 浪漫經典
- 1988: 擁抱
- 1989: 愛念 Kỷ niệm thời yêu
- 1989: 忘情都市
- 1989: 繼續浪漫
- 1990: 夢幻舞台
- 1990: 世外桃源
- 1990: 雷霆精選
- 1991: 神话1991 Thần thoại 1991
- 1991: 浪漫經典第二輯
- 1991: 迷情 Tình mê
- 1992: 情人 Người tình
- 1992: 愛情故事 Chuyện tình yêu
- 1992: 我的生命我的爱
- 1993: 笑看人生 Cười với nhân sanh
- 1993: 情心義膽 Tình tâm nghĩa đảm
- 1994: 夢幻的笑容
- 1994: 喜愛 Hỉ ái
- 1995: 伴我飛翔
- 1995: 實在男人
- 1996: 獨一無二 Độc nhất vô nhị (Có một không hai)
- 1996: 思前想后
- 1997: 我們一起走過的日子
- 1997: 我們一起唱過的歌
- 1998: 在乎 Tại sao
- 1998: 飛馬 Phi mã
- 2000: 自選角度
- 2001: 愛自己 Yêu bản thân mình
- 2003: 不一樣的譚詠麟 - 首部曲
- 2003: 不一樣的譚詠麟 - 二部曲
- 2003: 左麟右李
- 2005: 星光大道 Tinh quang đại đạo (Trăng sáng soi đường)
- 2008: 愛的根源(25週年紀念版)

### Tiếng Phổ Thông
- 1980: 弹起来！唱起来！寻找
- 1980: 你的凝望 Em ngừng trông mong
- 1988: 心手相連 Tâm thủ tương liên
- 1988: 半夢半醒之間 Không gian nửa mê nửa tỉnh
- 1988: 像我這樣的朋友
- 1990: 難捨難分
- 1991: 不滅的愛 Tình bất diệt
- 1992: 讓愛繼續
- 1994: 青春夢 Mộng thanh xuân
- 1995: 讓我們做得更好
- 1997: 把你藏在歌裡面都為了愛
- 2004: 天地 Thiên địa
- 2007: 最愛笑的人

## Tác phẩm điện ảnh đã tham gia
- 2006: 左麟右李之我愛醫家人
- 2003: 大丈夫 Đại trượng phu
- 1997: 最佳拍檔之醉街拍檔
- 1996: 嬤嬤帆帆 Ma ma phàm phàm
- 1993: 黃飛鴻對黃飛鴻
- 1993: 廣東五虎之鐵拳無敵孫中山
- 1992: 黃飛鴻笑傳
- 1991: 雙城故事 Song thành cớ sự
- 1991: 驚天十二小時
- 1990: 脂粉雙雄
- 1990: 至尊計狀元才
- 1989: 至尊無上 Chí tôn vô thướng
- 1989: 小小小警察
- 1989: 富貴兵團
- 1988: 愛的逃兵
- 1988: 四眼仔 Tứ nhãn tử (Bốn con mắt)
- 1988: 龍之家族
- 1987: 江湖情 Hồng hồ tình
- 1987: 用愛捉伊人
- 1986: 龍兄虎弟 Long huynh hổ đệ (TVB Truy nhật hào hùng)
- 1986: 最佳福星
- 1986: 歌者戀歌 Ca giả luyến ca
- 1985: 花仔多情 Hoa tử đa tình
- 1984: 君子好逑 Quân tử hiếu cầu
- 1983: 陰陽錯
- 1982: 小生怕怕
- 1981: 假如我是真的
- 1980: 一對傻鳥
- 1979: 花伴舞春風
- 1978: 追趕跑跳碰
- 1975: 大家樂

## Vài ca khúc hay nhất
- 再见吧!浪漫 Tạm biệt nhé! Lãng mạn
- 朋友 Bằng hữu
- 水中花 Hoa trong nước
- 霧之戀 Tình sương khói
- 情憑誰來定錯對 Tình đó ai định đúng sai
- 知心當玩偶 Tri tâm đương ngoạn ngẫu
- 愛多一次痛多一次 Một lần yêu một lần đau
- 再見亦是淚 Gặp nhau trong nước mắt
- 歌者戀歌 Ca giả ca luyến
- 吻別 Hôn biệt ly
- 我的生命我的愛 Đời anh, tình anh
- 明天仍要繼續 Ngày mai tươi sáng hơn
- 還我真情 Trả anh chân tình (Trả lại tình anh)
- 一首歌一个故事 Một bài hát là một chuyện tình
- 誰可改變 Ai đổi thay được
- 再見亦是淚 Gặp nhau trong nước mắt
- 第一滴淚 Giọt nước mắt đầu tiên
- 一生中最愛 Một đời trong tình yêu
- 明天仍要繼續 Ngày mai tươi sáng hơn
- 愛的根源 Nguyên căn của ái tình
- 還我真情 Trả anh chân tình (Trả lại tình anh)
- 梦仍是一样 Mộng vẫn là một giấc